# Mädchen mit Gewalt
Pour plus de détails, voir Fiche technique et Distribution.
Mädchen mit Gewalt est un  film allemand réalisé par Roger Fritz, sorti en 1970, avec Helga Anders, Klaus Löwitsch et Arthur Brauss dans les principaux rôles.

## Synopsis
Mike et Werner sont deux collègues qui sont constamment dans une sorte de situation de rivalité et dont le seul point commun est la passion pour le sexe. Dans leurs temps libres, ils poursuivent des conquêtes érotiques près de Munich.
Un soir, Mike et Werner atterrissent sur une piste de karting, où ils rencontrent plusieurs étudiants. Tout le monde organise une soirée de camping. Alice monte dans la voiture avec les deux hommes, les autres conduisent séparément. Apparemment, les trois prennent un raccourci, mais atteignent ensuite un lac où les étudiants n'arrivent jamais. Là-bas, Werner viole Alice. Le lendemain matin, il y a une violente dispute entre les deux hommes car Mike veut également violer la fille.
Quand Alice menace de se rendre à la police, Mike lui dit qu'elle devra expliquer les faits en détail devant la police et le juge et justifier sa responsabilité auprès de son père. Elle abandonne alors son plan et dit même au policier qui arrive plus tard que rien ne s'est passé. Bien qu'ils ne les croient pas, ils doivent se retirer sans action et les deux hommes n'ont qu'une amende de cinq marks. 

## Fiche technique
- Titre : Mädchen mit Gewalt
- Titre Anglais : Les Brutes
- Réalisation : Roger Fritz
- Scénario : Roger Fritz et Jürgen Knop
- Photographie : Egon Mann
- Montage : Peter Przygodda
- Musique : Can
- Producteur : Roger Fritz
- Pays d'origine :  Allemagne de l'Ouest
- Langue originale : Anglais
- Format : Couleur (Eastmancolor) — 35 mm — 1,66:1 — Son : Mono
- Genre : Thriller, Western
- Durée : 90 minutes (1 h 30)
- Dates de sortie : 
  -  Allemagne de l'Ouest : 19 février 1970

## Distribution
- Helga Anders : Alice
- Klaus Löwitsch : Werner
- Arthur Brauss : Mike
- Rolf Zacher : Rolf

## Éléments d'analyse
(mars 2021).
- Si vous ne connaissez pas le sujet, laissez ce bandeau (vous pouvez alors contacter les auteurs).
- Si vous supprimez le contenu mis en cause (vous pouvez préalablement contacter les auteurs),

argumentez précisément cette suppression dans la page de discussion
(un manque de référence n'est pas un argument ; une recherche réelle de référence doit avoir été effectuée, être formellement documentée).
Ce film est relativement connu en Allemagne car il traite de sujets compliqués : le viol, la perversion et la manipulation.
Les deux principaux personnages, Werner et Mickael, sont dès le début du film présentés comme des jeunes ayant des tendances perverses. 
Lorsque les deux compères parviennent à emmener avec eux une jeune fille qu'ils connaissent à peine dans une gravière aux abords de Munich, il ne fait pas de doute de ce qui va suivre. 
La fille qu'ils ont débusquée, prénommée Alice, est pendant un long moment totalement crédule et innocente. Elle symbolise l'enfance et ses amis symbolisent les mauvais parents, ils ne protègent pas Alice et au contraire la livrent indirectement à ses ravisseurs, Alice une fois seule est totalement désarmée. Elle ne remarque rien de spécialement anormal dans le comportement de ses ravisseurs quand elle fait leur connaissance et ne soupçonne pas qu'elle est enlevée jusqu'à ce qu'elle réalise que personne ne viendra les retrouver à la gravière comme cela était prévu. 
Le film prend le parti de montrer le viol et la violence sans voile. Ainsi la scène centrale du film est particulièrement désagréable mais réaliste sur comment se passe généralement ce genre de crime.
L'élément le plus essentiel du film est de montrer le trouble psychologique qui suit un viol et les effets sur la personnalité pouvant découler de ce trouble. Alice est, après le crime, extrêmement choquée et fermement résolue à porter plainte. Pourtant, il suffit d'un entretien de dix minutes avec Mickael pour la convaincre que la plainte qu'elle déposerait pourrait totalement se retourner contre elle. Par de là, une inversion totale de la faute et Alice devient en fait non plus la victime mais la coupable, avec des éléments de langage classique des violeurs tels que « elle m'a provoqué/allumé », « relation totalement consentie » ou encore « elle a pris du plaisir ». Alice accepte même à ce moment-là de laisser Mickael la violer une seconde fois, bien que Werner, par jalousie, s'y opposera.
Bien qu'elle ait obtenu par trois fois la possibilité de rendre justice, voire de se venger, Alice y renonce. Elle se refuse à mutiler son agresseur même quant celui-ci se retrouve totalement à sa merci, elle éprouve même de l’empathie constante et jusqu'au bout. Et enfin, elle ne livre pas les coupables à la police, bien qu'elle ait eu la meilleure occasion pour le faire. Alice est en fait montrée en phase de renfermement et de déni, ainsi la réalité n'existe plus bien que l'émotion soit encore palpable. Ce choix qu'elle fait conduit hélas les victimes à de graves maladies psycho-sociologiques, dépressions, paranoïa, phobies, etc. Ce choix n'est malheureusement pas si rare dans la réalité et c'est ce vers quoi le film entendait se battre.